# بيلي لايت
بيلي لايت (بالإنجليزية: Billy Light)‏ (11 يونيو 1913 في المملكة المتحدة - 15 فبراير 1979) هو لاعب كرة قدم بريطاني (وحمل سابقاً جنسية المملكة المتحدة لبريطانيا العظمى وأيرلندا) في مركز حراسة المرمى. لعب مع كولتشستر يونايتد ونادي ساوثهامبتون ووست بروميتش ألبيون.